# Léon Desjoyeaux
Pour les articles homonymes, voir Famille Desjoyeaux.
Léon Desjoyeaux, né à Saint-Étienne le 22 février 1865 et mort à Suèvres en janvier 1934, est un homme d'affaires français. Il participa à la fondation de la firme Mercedes, puis fut président de Mercedes France et administrateur de diverses sociétés.

## Biographie

### Famille
Fils de Jacques-Jules Desjoyeaux, président de la Chambre des Notaires de Saint-Étienne, et de Marie-Zoé Vachier-Douvreleur. Il se marie en 1896 à Jeanne Burgensis-Rebourgeon-Desgaultière, fille de Louis-Anne-Victor et de Marguerite-Jeanne-Françoise Duport. Ils eurent ensemble sept enfants, dont Jean et Henri Desjoyeaux. 
Il fut propriétaire du château de Diziers à Suèvres (41), acheté en 1919 et conservé par ses descendants.

### Pionnier de l'automobile: la firme Mercedes
Installé à Nice comme directeur du Crédit Lyonnais, il y fait la connaissance d'Emil Jellineck, consul d'Autriche et représentant de Daimler Motoren Gesellschaft. Il devient son partenaire financier pour la fondation de la firme Mercedes. Avec C. L. “Charley” Lehmann, de Paris ils achètent à Wilhelm Maybach le moteur 'Phénix' de 4 cylindres, 5,9 litres et 35 chevaux baptisé « Daimler-Mercedes », du nom de la fille de Jellineck. Celui-ci fait développer également le premier châssis d’automobile moderne qui ne soit pas un fiacre motorisé. Il en commande trente-six pour la somme 550 000 marks-or. Le nouveau modèle de course livré le 22 décembre 1900 par Daimler Motoren Gesellschaft est baptisé Mercedes 35 HP et devient la première Mercedes de l'histoire de l'automobile. Comme Jellineck, Léon Desjoyeaux n'hésite pas à courir des prix automobiles pour faire la publicité des Mercedes,,, et à conduire sa famille en voiture, ce qui ne manque pas de surprendre à la Belle-époque. 
En 1907, il devient le président de la firme pour la France,, et installe à Paris un salon d'exposition au 70 avenue des Champs-Elysées. En 1913, il présente un modèle d'automitrailleuse Daimler au Ministère de la Guerre. Lorsque la Première Guerre mondiale éclate, il est soupçonné de protéger les intérêts de Jellineck, et même accusé d’espionnage,. 
Léon Desjoyeaux fut aussi administrateur de plusieurs entreprises, entre autres les Aciéries et Forges de Firminy, les Porcelaineries de la Haute-Vienne.